# Jeschiwa von Pressburg
Die Jeschiwa von Pressburg (Hebräisch: ישיבה הרמה פרשבורג, Deutsch: Preßburger Rabbinerschule, Ungarisch: pozsonyi rabbiképző, Tschechisch/Slowakisch: verejná rabínska škola v Bratislave) bzw. Bratislava war die älteste Jeschiwa der Slowakei.

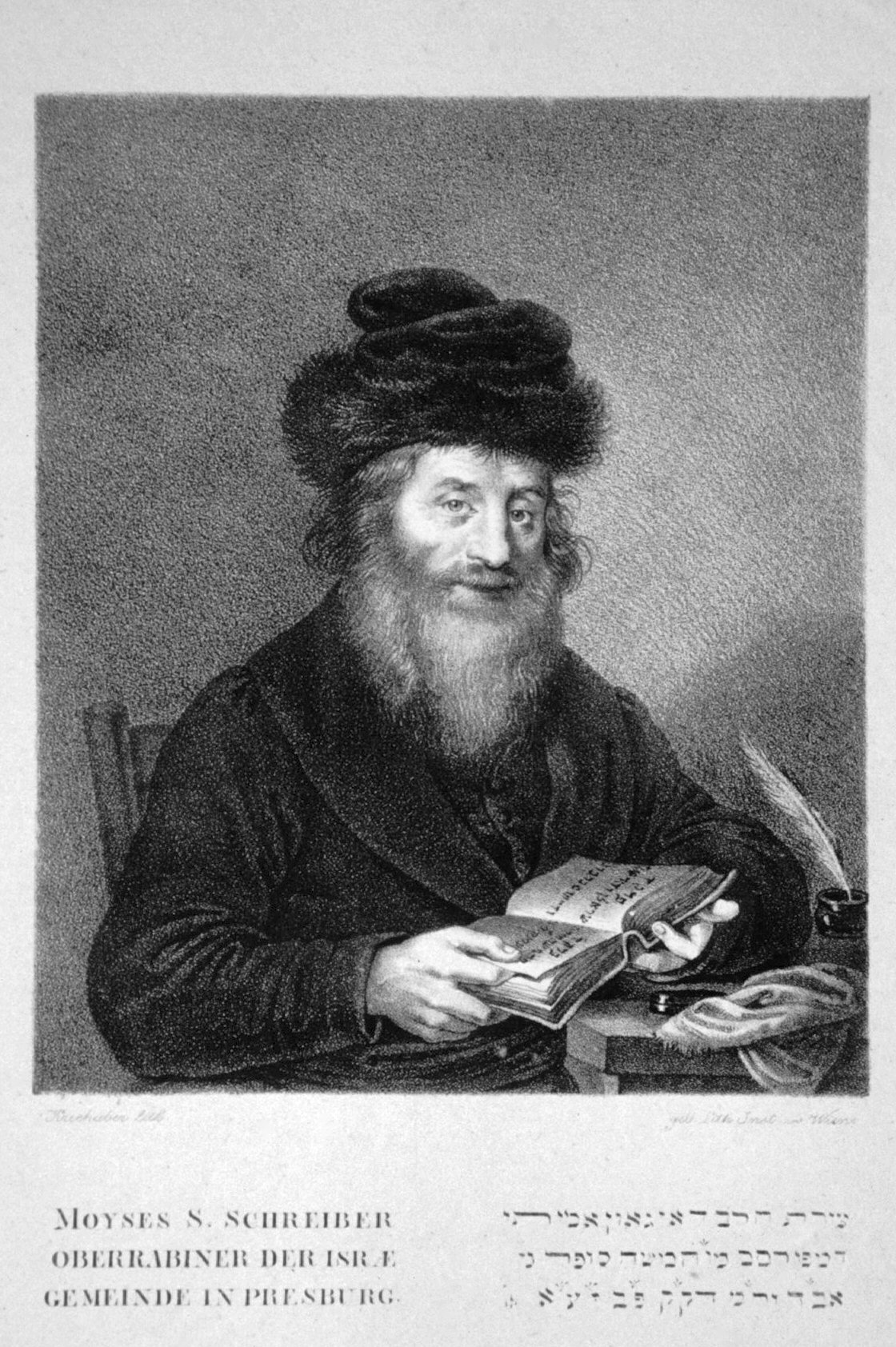
Moyses S. Schreiber, Lithographie von Josef Kriehuber, um 1830

## Geschichte
Das Gebiet um Pressburg in Österreich-Ungarn war ein wichtiges Zentrum des orthodoxen Judentums. An der Einrichtung wurden führende Rabbiner der Zeit ausgebildet, diese Jeschiwa blieb für lange Zeit die größte in Europa überhaupt.
Sie wurde wahrscheinlich schon zu Beginn des 18. Jahrhunderts gegründet. Ihre größte Blütezeit erlebte sie im 19. Jahrhundert unter dem orthodoxen Rabbiner Chatam Sofer (1762–1839), als sie zur wichtigsten Jeschiwa in Ungarn wurde. Sie brachte eine ganze Generation bedeutender rabbinischer Gelehrter und religiöser Denker hervor und bestand bis zum Zweiten Weltkrieg.
An ihre Tradition wird an der Pressburg Yeshiva in Jerusalem angeknüpft.